# Hinzweiler
Hinzweiler est une municipalité de la Verbandsgemeinde de Wolfstein, dans l'arrondissement de Kusel, en Rhénanie-Palatinat, dans l'ouest de l'Allemagne.